# Club Deportivo Santa Fe
Club Deportivo Santa Fe es un club de fútbol español de la ciudad de Santa Fe (Granada) España. Se fundó en 1931, y actualmente juega en Primera Preferente de Granada. Al terminar la temporada 2009/2010 el club se declara en bancarrota. Muchos de los jugadores se fueron a otros equipos de primera preferente de Granada. Unos inversores santaferinos quisieron ver otra vez al equipo jugar pero con otro nombre Club Deportivo Ciudad de Santa Fe. En la temporada 2011/2012 empieza en Segunda Provincial de Granada quedando cuarto y ascendieron. En la siguiente temporada quedaron primero gracias a una victoria ante el Motril CF.
El estadio del club es Estadio Las Américas.

## Temporadas
| Temporada   | División | Puesto | Copa del Rey |
| ----------- | -------- | ------ | ------------ |
| desde 31-32 | Regional | —      |              |
| hasta 02-03 | Regional | —      |              |
| 2003/04     | 3.ª      | 17º    |              |
| 2004/05     | 3.ª      | 11º    |              |
| 2005/06     | 3.ª      | 18º    |              |
| 2006/07     | Regional | —      |              |
| 2007/08     | Regional | —      |              |
| 2008/09     | 3.ª      | 14º    |              |
| 2009/10     | 3.ª      | 14º    |              |

- 5 temporadas en Tercera División

## Enlaces
- Web del Santa Fe en Futbolme.com
- CD Santa Fe on LaPreferente.com

- Datos: Q5010134